# Willemetia Nouveau Genre de Plantes
Willemetia Nouveau Genre de Plantes (abreviado Willemetia) es un libro con ilustraciones y descripciones botánicas que fue escrito por el médico, botánico, micólogo y briólogo belga, Noël Martin Joseph de Necker. Fue publicado entre los años 1777 y 1790 con el nombre de Willemetia. Nouveau Genre dePlantes, Créé par M. de Necker, Premier Botaniste de S. A. S. l'Électeur Palatin de Manheim: Son Historiographe, &c.